# Gerry Peñalosa

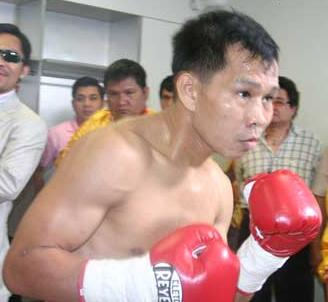
Gerry Peñalosa (2008)

Gerry Peñalosa (* 7. August 1972 in San Carlos) ist ein ehemaliger philippinischer Boxer im Bantam- und Superfliegengewicht. Er wurde von Elbing Penalosa und von Freddie Roach trainiert.

## Profikarriere
1989 begann Peñalosa seine Profikarriere. Am 20. Februar 1997 boxte er im Superfliegengewicht gegen Hiroshi Kawashima um den Weltmeistertitel des Verbandes WBC und siegte durch geteilte Punktrichterentscheidung. Diesen Gürtel verteidigte er insgesamt drei Mal und verlor ihn im August des darauffolgenden Jahres an In-Joo Cho nach Punkten.
Am 11. August 2007 gewann er im Bantamgewicht die WBO-Weltmeisterschaft, als er Jhonny González durch klassischen K. o. bezwang. Im April 2008 verteidigte er diesen Titel und verlor ihn am 25. April 2009 gegen Juan Manuel López durch Aufgabe.
2010 beendete Peñalosa nach 55 Siegen bei 8 Niederlagen seine Karriere.